# F. Percy Smith
Frank Percy Smith (12 de gener de 1880 - 24 de març de 1945) va ser un naturalista i pioner dels documentals sobre la naturalesa britànic que va treballar per Charles Urban, que va ser pioner en l'ús de la càmera ràpida i microcinematografia.

## Biografia
Percy Smith, era fill de Francis David Smith i Ada Blaker. El 1907, es va casar amb Kate Louise Ustonson. Va començar a fotografiar el món natural que l'envoltava mentre treballava com a empleat de la Junta Britànica d'Educació, però el seu desig d'explotar les possibilitats educatives de la pel·lícula es manifesta quan realitza una fotografia en primer pla de la llengua d'una mosca blava que li va cridar l'atenció del productor de cinema Charles Urban. Posteriorment, Smith va fer el film "Demostració de com volen les aranyes" (1909) i "La mosca acròbata" (1910) abans de començar a treballar a temps complet per la Charles Urban Trading Company. Va dirigir més de cinquanta pel·lícules sobre la naturalesa per a la sèrie Urban Sciences, inclosa la pel·lícula pionera de càmera ràpida "El naixement d'una flor" (1910), abans del començament de la Primera Guerra Mundial.
Durant la Primera Guerra Mundial, Smith va prestar serveis a la Royal Navy com a fotògraf naval, prenent fotografies aèries de camps de batalla per a les forces britàniques, i realitzant diverses pel·lícules presentant batalles mitjançant mapes animats, inclòs el film titulat Lluita pels Dardanels (1915).
En finalitzar la guerra va treballar per la British Instructional Films en la sèrie dels Secrets de la Naturalesa que va començar el 1922 i va realitzar la comèdia Les històries per a l'hora del llit de l'aranya Archie (1925). Va continuar treballant per la BIF durant la dècada de 1930 en la sèrie rebatejada Secrets de la Vida, passant a la direcció de les pel·lícules incloent Magic Myxies i El món en un got de vi (1931) als seus col·legues Mary Field i H.R Hewer, mentre que es concentrava en la fotografia.
En el 2013, la BBC va presentar un documental sobre els treballs de Smith i es va intentar recrear la seva pel·lícula de "La mosca acròbata" el 2013.

## Filmografia
- To Demonstrate How Spiders Fly - en català: Demostració de com volen les aranyes - (1909)
- The Acrobatic Fly - en català: La mosca acròbata - (1910)
- The Birth of a Flower - en català: El naixement d'una flor - (1910)
- The Strength and Agility of Insects - en català: La força i l'agilitat dels insectes - (1911)
- Fight for the Dardanelles - en català: Lluita pels Dardanels - (1915)
- The Bedtime Stories of Archie the Ant (1925) - en català: Les històries per a l'hora del llit de l'aranya Archie - (1925)
- Cicle de vida del blat de moro (1942)
- Cicle de vida de la salamandra (1942)
- Cicle de vida de la floridura (1943)
- Cicle de vida de la ceba (1943)